# Hamzicze
Hamzicze (biał. Гамзічы; ros. Гамзичи) − wieś na Białorusi, w obwodzie grodzieńskim, w rejonie smorgońskim, w sielsowiecie Krewo.

## Historia
W czasach zaborów wieś (dawna osada tatarska) w gminie Krewo, w powiecie oszmiańskim, w guberni wileńskiej Imperium Rosyjskiego. W 1866 roku należała do Bajruszewskich i Szczerbów. W 1905 roku wieś liczyła 63 mieszkańców, 145 dziesięcin.
W latach 1921–1945 okolica i zaścianek leżały w Polsce, w województwie wileńskim, w powiecie oszmiańskim, w gminie Kucewicze.
W 1931:
- okolicę w 10 domach zamieszkiwało 66 osób[3].
- zaścianek w 1 domu zamieszkiwało 9 osób[3].

Wierni należeli do parafii rzymskokatolickiej w Borunach. Miejscowość podlegała pod Sąd Grodzki w Smorgoniach i Okręgowy w Wilnie; właściwy urząd pocztowy mieścił się w Kucewiczach.
Po II wojnie światowej w granicach Związku Sowieckiego. Od 1991 w niepodległej Białorusi.